# 約翰·施奈德
約翰·施奈德（John Richard Schneider，1960年4月8日—）是美國的一位演員和鄉村音樂歌手。他最著名的作品是在1970年代至1980年代美國電視劇正義前鋒中飾演Bo Duke。
在2001年播出的超人前傳影集（講述超人克拉克．肯特的青少年生活到就業成為記者維護世界和平的影集）中飾演男配角超人的爸爸（在地球上的養父），出現在第一季到第五季。